# إديث ألونسو
إديث ألونسو (بالإسبانية: Edith Alonso)‏ هي ملحنة وعازفة بيانو وموسيقية وأستاذة جامعية إسبانية، ولدت في 1974 في مدريد في إسبانيا.